# Estádio Nacional Hasely Crawford
O Estádio Nacional Hasely Crawford (em inglês: Hasely Crawford National Stadium) é um estádio multiuso localizado em Port of Spain, capital de Trindade e Tobago. Inaugurado em 12 de junho de 1982, é o maior estádio do país em capacidade de público e foi uma das sedes oficiais do Campeonato Mundial de Futebol Sub-17 de 2001 e da Copa do Mundo de Futebol Feminino Sub-17 de 2010.
Além disso, é oficialmente a casa onde a Seleção Trinitária de Futebol manda suas partidas amistosas e oficiais. O San Juan Jabloteh, clube da capital, também manda ali seus jogos oficiais por competições nacionais e continentais. Sua capacidade máxima é de 23 000 espectadores.